# 格尔曼·加雷宁
格尔曼·格尔玛诺维奇·加雷宁（俄語：Ге́рман Германо́вич Галы́нин，1922年3月30日—1966年6月18日），又譯加里寧、加利寧，苏联俄罗斯作曲家。

## 生平
加雷宁生于图拉，在一个孤儿院中长大，他自学演奏钢琴和多种民族乐器。1941年，巴巴羅薩行動开始后，他已经是莫斯科音樂學院的学生，仍以志愿者的身份参军。在1943–50年（或1945–50年），他在莫斯科音乐学院继续学习，师从肖斯塔科维奇、米亚斯科夫斯基和斯波索宾。
尽管加雷宁在1951年患上精神分裂症，并因此在医院度过了相当大的一部分时间，但仍然是活跃的作曲家。1951年因作品《史诗》获得斯大林奖。1966年他在莫斯科去世，享年44岁。